# Championnat d'Albanie de football 1957
Navigation
Championnat d'Albanie 1956 Championnat d'Albanie 1958
Le Championnat d'Albanie de football de Kategoria Superiore 1957 est la 18e édition de ce championnat.

## Classement
| Rang | Équipe          | Pts | J  | G  | N | P  | Bp | Bc | Diff |
| ---- | --------------- | --- | -- | -- | - | -- | -- | -- | ---- |
| 1    | Partizan Tirana | 23  | 14 | 10 | 3 | 1  | 28 | 7  | +21  |
| 2    | Dinamo Tirana   | 23  | 14 | 11 | 1 | 2  | 33 | 8  | +25  |
| 3    | Puna Korçë      | 17  | 14 | 7  | 3 | 4  | 17 | 15 | +2   |
| 4    | Puna Tirana     | 16  | 14 | 5  | 6 | 3  | 22 | 17 | +5   |
| 5    | Puna Vlorë      | 12  | 14 | 4  | 4 | 6  | 20 | 28 | -8   |
| 6    | Puna Durrës     | 11  | 14 | 5  | 1 | 8  | 25 | 32 | -7   |
| 7    | Puna Kavajë     | 8   | 14 | 3  | 2 | 9  | 20 | 20 | 0    |
| 8    | Spartaku Tirana | 2   | 14 | 0  | 2 | 12 | 6  | 34 | -28  |

|  | Qualifié pour la finale |
|  | Barrage de relégation   |
|  | Relégué                 |

## Finale
| 1957 | Partizan Tirana | 3-1 | Dinamo Tirana | Tirana |  |
|      |                 |     |               |        |  |

## Barrage de relégation
| 1957 | Puna Berat | 2-0 | Puna Kavajë | Berat |  |
|      |            |     |             |       |  |

| 1957 | Puna Kavajë | 3-1 | Puna Berat | Kavajë |  |
|      |             |     |            |        |  |

| 1957 | Puna Berat | 1-4 | Puna Kavajë | Berat |  |
|      |            |     |             |       |  |

## Bilan de la saison
| Tableau d'Honneur                 |                 |
| Compétition                       | Vainqueur       |
| Championnat d'Albanie de football | Partizan Tirana |
| Coupe d'Albanie de football       | Partizan Tirana |

| Promotions et relégations     |                 |
| Relégués en First Division    | Spartaku Tirana |
| Promus en Kategoria Superiore | Puna Shkodër    |